# Metophthalmus niveicollis
Metophthalmus niveicollis is een keversoort uit de familie schimmelkevers (Latridiidae). De wetenschappelijke naam van de soort werd in 1857 gepubliceerd door Du Val.